# Luisa di Sassonia-Hildburghausen
Carlotta Luisa Federica Amalia Alessandrina di Sassonia-Hildburghausen (Hildburghausen, 28 gennaio 1794 – Biebrich, 6 aprile 1825) era figlia del duca Federico di Sassonia-Hildburghausen (dal 1826 duca di Sassonia-Altenburg) e di sua moglie Carlotta di Meclemburgo-Strelitz. Una delle sue madrine fu sua zia materna, la regina Luisa di Prussia.

## Biografia
Luisa crebbe insieme alle sorelle Carlotta e Teresa, nella culturalmente vivace corte della madre, ed era ritenuta la più graziosa delle tre. Il poeta Friedrich Rückert dedicò a lei ed alle sorelle la poesia "Mit drei Moosrosen" ("Con tre rose muschiate").
Nel 1809 l'allora principe ereditario Luigi di Baviera venne nel castello di Hildburghausen a scegliere, di malavoglia, una sposa. Tra Teresa e Luisa, scelse Teresa, che era la maggiore tra le due. Luisa sposò invece a Weilburg, il 24 giugno 1813, il principe ereditario Guglielmo di Nassau-Weilburg, che divenne tre anni più tardi duca di Nassau. In occasione delle nozze venne costituita la guardia cittadina di Weilburg e Samuel Luja (1735–1818) compose la “Cantate am Feste der Heimführung des Erbprinzen Wilhelm von Nassau mit der Prinzessin Louise von Sachsen-Hildburghausen" (Cantata in occasione delle nozze tra il principe ereditario Guglielmo di Nassau e la principessa Luisa di sassonia-Hildburghausen). Il matrimonio fu infelice. Infatti il marito di Luisa non solo era irruente in politica, ma era autocratico anche nella cerchia familiare, tiranneggiando la moglie ed i figli.
Luisa morì nel 1825 poco dopo la nascita della sua ultima figlia. In seconde nozze il duca Guglielmo sposò Paolina di Württemberg, la quale era nipote di Luisa, in quanto figlia di sua sorella Carlotta.
La Luisenplatz e la Luisenstraße a Wiesbaden traggono il proprio nome da Luisa.

## Discendenza
Luisa e Guglielmo ebbero otto figli:
- Augusta Luisa Federica Massimiliana Guglielmina (12 aprile - 3 ottobre 1814);
- Teresa Guglielmina Federica Isabella Carlotta (17 aprile 1815 - 8 dicembre 1871). Sposò il duca Pietro di Oldenburg;
- Adolfo, Granduca di Lussemburgo (24 luglio 1817 - 17 novembre 1905). Sposò Elizaveta Michajlovna Romanova, granduchessa di Russia e, alla morte di questa, si risposò con Adelaide Maria di Anhalt-Dessau;
- Guglielmo Carlo Enrico Federico (8 settembre 1819 - 22 aprile 1823);
- Maurizio (21 novembre 1820 - 23 marzo 1850);
- Maria Guglielmina Luisa Federica Enrichetta (5 aprile 1822 - 3 aprile 1824);
- Guglielmo Carlo Augusto Federico (12 agosto 1823 - 28 dicembre 1828);
- Maria Guglielmina Federica Elisabetta (29 gennaio 1825 - 24 marzo 1902). Sposò il principe Ermanno di Wied.

## Ascendenza
|                                                 |                                                 |                                                        | Genitori                                                              |  |  | Nonni |  |  | Bisnonni                                       |  |  | Trisnonni                                     |  |
|                                                 |                                                 |                                                        |                                                                       |  |  |       |  |  | Ernesto Federico II di Sassonia-Hildburghausen |  |  | Ernesto Federico I di Sassonia-Hildburghausen |  |
|                                                 |                                                 |                                                        |                                                                       |  |  |       |  |  | Ernesto Federico II di Sassonia-Hildburghausen |  |  | Ernesto Federico I di Sassonia-Hildburghausen |  |
|                                                 |                                                 | Sofia Albertina di Erbach-Erbach                       |                                                                       |  |  |       |  |  | Ernesto Federico II di Sassonia-Hildburghausen |  |  |                                               |  |
| Ernesto Federico III di Sassonia-Hildburghausen |                                                 |                                                        |                                                                       |  |  |       |  |  | Ernesto Federico II di Sassonia-Hildburghausen |  |  |                                               |  |
|                                                 |                                                 | Carolina di Erbach-Fürstenau                           | Filippo Carlo di Erbach-Fürstenau                                     |  |  |       |  |  |                                                |  |  |                                               |  |
|                                                 |                                                 | Carolina di Erbach-Fürstenau                           | Filippo Carlo di Erbach-Fürstenau                                     |  |  |       |  |  |                                                |  |  |                                               |  |
|                                                 |                                                 | Carolina di Erbach-Fürstenau                           | Carlotta Amalia di Kunowitz                                           |  |  |       |  |  |                                                |  |  |                                               |  |
| Federico di Sassonia-Altenburg                  |                                                 | Carolina di Erbach-Fürstenau                           |                                                                       |  |  |       |  |  |                                                |  |  |                                               |  |
|                                                 |                                                 | Ernesto Augusto I di Sassonia-Weimar                   | Giovanni Ernesto III di Sassonia-Weimar                               |  |  |       |  |  |                                                |  |  |                                               |  |
|                                                 |                                                 | Ernesto Augusto I di Sassonia-Weimar                   | Giovanni Ernesto III di Sassonia-Weimar                               |  |  |       |  |  |                                                |  |  |                                               |  |
|                                                 |                                                 | Ernesto Augusto I di Sassonia-Weimar                   | Sofia Augusta di Anhalt-Zerbst                                        |  |  |       |  |  |                                                |  |  |                                               |  |
| Ernestina Augusta di Sassonia-Weimar            |                                                 | Ernesto Augusto I di Sassonia-Weimar                   |                                                                       |  |  |       |  |  |                                                |  |  |                                               |  |
|                                                 |                                                 | Sofia Carlotta di Brandenburgo-Bayreuth                | Giorgio Federico Carlo di Brandeburgo-Bayreuth                        |  |  |       |  |  |                                                |  |  |                                               |  |
|                                                 |                                                 | Sofia Carlotta di Brandenburgo-Bayreuth                | Giorgio Federico Carlo di Brandeburgo-Bayreuth                        |  |  |       |  |  |                                                |  |  |                                               |  |
|                                                 |                                                 | Sofia Carlotta di Brandenburgo-Bayreuth                | Dorotea di Schleswig-Holstein-Sonderburg-Beck                         |  |  |       |  |  |                                                |  |  |                                               |  |
| Luisa di Sassonia-Hildburghausen                |                                                 | Sofia Carlotta di Brandenburgo-Bayreuth                |                                                                       |  |  |       |  |  |                                                |  |  |                                               |  |
|                                                 | Carlo Ludovico Federico di Meclemburgo-Strelitz | Adolfo Federico II di Meclemburgo-Strelitz             |                                                                       |  |  |       |  |  |                                                |  |  |                                               |  |
|                                                 | Carlo Ludovico Federico di Meclemburgo-Strelitz | Adolfo Federico II di Meclemburgo-Strelitz             |                                                                       |  |  |       |  |  |                                                |  |  |                                               |  |
|                                                 | Carlo Ludovico Federico di Meclemburgo-Strelitz | Cristiana Emilia di Schwarzburg-Sondershausen          |                                                                       |  |  |       |  |  |                                                |  |  |                                               |  |
| Carlo II di Meclemburgo-Strelitz                | Carlo Ludovico Federico di Meclemburgo-Strelitz |                                                        |                                                                       |  |  |       |  |  |                                                |  |  |                                               |  |
|                                                 |                                                 | Elisabetta Albertina di Sassonia-Hildburghausen        | Ernesto Federico I di Sassonia-Hildburghausen                         |  |  |       |  |  |                                                |  |  |                                               |  |
|                                                 |                                                 | Elisabetta Albertina di Sassonia-Hildburghausen        | Ernesto Federico I di Sassonia-Hildburghausen                         |  |  |       |  |  |                                                |  |  |                                               |  |
|                                                 |                                                 | Elisabetta Albertina di Sassonia-Hildburghausen        | Sofia Albertina di Erbach-Erbach                                      |  |  |       |  |  |                                                |  |  |                                               |  |
| Carlotta di Meclemburgo-Strelitz                |                                                 | Elisabetta Albertina di Sassonia-Hildburghausen        |                                                                       |  |  |       |  |  |                                                |  |  |                                               |  |
|                                                 |                                                 | Giorgio Guglielmo d'Assia-Darmstadt                    | Luigi VIII d'Assia-Darmstadt                                          |  |  |       |  |  |                                                |  |  |                                               |  |
|                                                 |                                                 | Giorgio Guglielmo d'Assia-Darmstadt                    | Luigi VIII d'Assia-Darmstadt                                          |  |  |       |  |  |                                                |  |  |                                               |  |
|                                                 |                                                 | Giorgio Guglielmo d'Assia-Darmstadt                    | Carlotta di Hanau-Lichtenberg                                         |  |  |       |  |  |                                                |  |  |                                               |  |
| Federica Carolina Luisa d'Assia-Darmstadt       |                                                 | Giorgio Guglielmo d'Assia-Darmstadt                    |                                                                       |  |  |       |  |  |                                                |  |  |                                               |  |
|                                                 |                                                 | Maria Luisa Albertina di Leiningen-Dagsburg-Falkenburg | Cristiano Carlo Reinardo di Leiningen-Dachsburg-Falkenburg-Heidesheim |  |  |       |  |  |                                                |  |  |                                               |  |
|                                                 |                                                 | Maria Luisa Albertina di Leiningen-Dagsburg-Falkenburg | Cristiano Carlo Reinardo di Leiningen-Dachsburg-Falkenburg-Heidesheim |  |  |       |  |  |                                                |  |  |                                               |  |
|                                                 |                                                 | Maria Luisa Albertina di Leiningen-Dagsburg-Falkenburg | Caterina Polissena di Solms-Rödelheim                                 |  |  |       |  |  |                                                |  |  |                                               |  |
|                                                 |                                                 | Maria Luisa Albertina di Leiningen-Dagsburg-Falkenburg |                                                                       |  |  |       |  |  |                                                |  |  |                                               |  |